# Jiří Broušek
Jiří Broušek (* 24. ledna 1956) je bývalý český hokejový útočník.

## Hokejová kariéra
V československé lize hrál za TJ Zetor Brno. Odehrál 3 ligové sezóny, nastoupil v 85 ligových utkáních, dal 11 ligových gólů a měl 14 asistencí. V německé bundeslize hrál za Schwenninger ERC. V nižších soutěžích hrál i za TJ Ingstav Brno, během vojenské služby za VTJ Písek a v Německu za Augsburger EV.

## Klubové statistiky
| Sezona    | Klub             | Soutěž  | Základní část | Základní část | Základní část | Základní část | Základní část |
| Sezona    | Klub             | Soutěž  | Z             | G             | A             | B             | TM            |
| --------- | ---------------- | ------- | ------------- | ------------- | ------------- | ------------- | ------------- |
| 1975/1976 | VTJ Písek        | 3. liga | 26            | 14            | 8             | 22            | 8             |
| 1976/1977 | VTJ Písek        | 3. liga | 28            | 10            | 9             | 19            | 12            |
| 1977/1978 | TJ Ingstav Brno  | 2. liga | 42            | 16            | 8             | 24            | 12            |
| 1978/1979 | TJ Ingstav Brno  | 2. liga | 40            | 14            | 7             | 21            | 18            |
| 1979/1980 | TJ Ingstav Brno  | 2. liga | 44            | 16            | 9             | 25            | 14            |
| 1980/1981 | TJ Ingstav Brno  | 2. liga | 40            | 15            | 15            | 30            | 10            |
| 1981/1982 | TJ Zetor Brno    | 1. liga | 26            | 9             | 0             | 9             | 46            |
| 1982/1983 | TJ Zetor Brno    | 1. liga | 39            | 6             | 5             | 11            | 8             |
| 1983/1984 | TJ Zetor Brno    | 1. liga | 26            | 11            | 5             | 16            | 4             |
| 1985/1986 | Augsburger EV    | 2. liga | 36            | 26            | 38            | 64            | 36            |
| 1986/1987 | Schwenninger ERC | 1. liga | 37            | 9             | 12            | 21            | 10            |
| 1987/1988 | Schwenninger ERC | 1. liga | 36            | 6             | 12            | 18            | 12            |
| 1988/1989 | Augsburger EV    | 3. liga | 22            | 23            | 19            | 42            | 12            |
| 1989/1990 | Augsburger EV    | 2. liga | 27            | 15            | 15            | 30            | 20            |
| 1990/1991 | Augsburger EV    | 2. liga | 33            | 12            | 13            | 25            | 22            |
| 1991/1992 | Augsburger EV    | 2. liga | 49            | 15            | 34            | 49            | 47            |
| 1992/1993 | Augsburger EV    | 2. liga | 33            | 10            | 16            | 26            | 13            |
| 1993/1994 | Augsburger EV    | 2. liga | 49            | 5             | 10            | 15            | 14            |